# Riquilda de Barcelona (Vescomtessa de Barcelona)
|  | Per a altres significats, vegeu «Riquilda de Barcelona». |

Riquilda de Barcelona fou vescomtessa de Barcelona per matrimoni durant la vida del seu marit Udalard I de Barcelona.
Filla del comte Borrell II i Letgarda de Tolosa, es casà amb Udalard I de Barcelona, amb qui tingué dos fills: Bernat I, que fou vescomte de Barcelona i Guislabert, que fou bisbe de Barcelona. També fou germana de Ramon Borrell, comte de Barcelona, comte de Girona i comte d'Osona, per tant esdevingué cunyada d'Ermessenda de Carcassona quan aquesta es casà amb el seu germà.
El 1006, comprà al seu marit el castell de Freixe, on visqué des del 1014 quan quedà viuda, i hi visqué fins al 1017, quan es traslladà al palau Comtal de Barcelona de manera temporal per visitar el seu germà que estava molt greument ferit, però acabà instal·lant-s'hi definitivament fins a l'11 d'octubre del 1023, quan ella i la seva cunyada i comtessa de Barcelona, Girona i Osona quedaren resignades a viure a Girona i es traslladaren a la Torre Gironella, on morí.